# Mortal Kombat Advance
 (octobre 2019).
Si vous disposez d'ouvrages ou d'articles de référence ou si vous connaissez des sites web de qualité traitant du thème abordé ici, merci de compléter l'article en donnant les références utiles à sa vérifiabilité et en les liant à la section « Notes et références ».
Mortal Kombat Advance (communément abrégé MKA) est un jeu vidéo de combat développé par la société Virtucraft. C'est une version « réduite » de Ultimate Mortal Kombat 3, avec lequel MKA partage l'histoire et les personnages. Cependant, le jeu fut mal accueilli par la critique comme par les joueurs.

## Système de jeu
Le gameplay est considéré comme étant difficile et mal conçu. Le CPU (l'adversaire électronique) peut enchaîner rapidement des combos massifs et battre le joueur en quelques secondes. En outre, 2 boutons sont absents par rapport aux pads d'autres consoles par exemple la Super Nintendo ; ceci réduit le choix des différents coups possibles de sorte qu'il n'est ici possible que de donner soit un coup de poing, soit un coup de pied, réduisant dès lors les coups spéciaux et l'élaboration de stratégies d'attaques variées. Finalement, il n'y a aucune amélioration ou différence vis-à-vis de UMK3 à part le manque de boutons (ce qui n'est imputable qu'au matériel) et la difficulté mal dosée, parfois exagérée.

## Personnages
MKA contient tous les combattants des versions Super Nintendo et Mega Drive de UMK3, à savoir :
Cyrax, Ermac, Jade, Jax, Kabal, Kano, Kitana, Kung Lao, Liu Kang, Mileena, Noob Saibot, Nightwolf, Rain, Reptile, Scorpion, Sektor, Shang Tsung, Sindel, Smoke, Sonya Blade, Kurtis Stryker, Sub-Zero et Classic Sub-Zero.
On retrouvera également trois personnages cachés : Shao Kahn (le boss), Motaro (le sous-boss) et Human Smoke, version humaine du cyber-ninja Smoke.